# Gisuka
Gisuka är ett periodiskt vattendrag i Burundi.   Det ligger i provinsen Ngozi, i den norra delen av landet, 80 kilometer nordost om huvudstaden Bujumbura.
Omgivningarna runt Gisuka är en mosaik av jordbruksmark och naturlig växtlighet. Runt Gisuka är det tätbefolkat, med 570 invånare per kvadratkilometer.